# 'Abd al-Hamīd ibn Turk
ʿAbd al-Hamīd ibn Turk  (en arabe : عبد الحميد بن الترك ) ou encore ʿAbd al-Hamīd ibn Wase ibn Turk Jili ou plus simplement Ibn Turk est un mathématicien arabophone du IXe siècle.

## Biographie
La vie d'Ibn Turk est très mal connue. Son lieu de naissance est inconnu : il pourrait être situé sur le territoire de Gilan (au nord de l'Iran actuel, près de la mer Caspienne), à moins que ce ne soit au Turkestan chinois ou en Syrie. Il est toutefois certain qu'il a vécu et travaillé à Bagdad au début du IXe siècle, où il a publié des ouvrages de mathématiques.
Les deux uniques auteurs y faisant référence sont Ibn al-Nadim et Ibn al Qifti. Leurs écrits sont, à son sujet, passablement contradictoires. Ainsi Ibn al Qifti mentionne son nom sous la forme ʿAbd al-Hamīd ibn Wase ibn Turk Jili, nom dans lequel  « Jili » signifie « de Gilan » et qui ferait de lui un Persan.

## Réalisation
Ses principaux travaux traitent essentiellement d’algèbre. L’un de ses chapitres, consacré aux Nécessités logiques dans les équations complexes, sur la solution des équations du second degré, a survécu au temps.
Ce manuscrit, très semblable au Al-Jabr d’al-Khawarizmi, a été semble-t-il édité à la même époque, voire peut-être plus tôt. Il y effectue à l’identique, une démonstration géométrique similaire à celle trouvée chez al-Jabr, et un même exemple est mobilisé par al-Jabr pour soutenir la démonstration. ʿAbd al-Hamīd ibn Turk dépasse cependant al-Khawarizmi en fournissant les preuves géométriques de l’équation du second degré n’ayant aucune solution lorsque le déterminant est négatif. Les similitudes entre ces deux travaux ont conduit certains historiens à soutenir l’hypothèse d’une algèbre déjà bien développée à cette époque.
Le bibliographe du Xe siècle Ibn al-Nadim, dans son Kitab-al-Fihrist, indique qu’ibn Turk a écrit un Traité d'algèbre. Le mathématicien Ibn Barza affirmait être le petit-fils d’Ibn Turk — ce qui fut mis en doute par Abu Kamil mais confirmé par Ibn al-Nadîm et Ibn al Qifti. Il prétendit que le traité d’Ibn Turk, semblable à celui d’Al-Khwarizmi, aurait été écrit avant. Ce que le mathématicien Abu Kamil réfuta. Cette polémique eut lieu au début du Xe siècle. L’opinion générale suivit celle d’Abu Kamil et seul le livre d’Al-Khwarizmi devint célèbre et répandu jusqu’en Europe.
Quoi qu’il en soit, les historiens des sciences sont unanimes pour reconnaître que le fragment du traité d’algèbre d’Ibn Turk est supérieur à celui d’Al-Kwharizmi : les méthodes des deux auteurs sont semblables, mais seul Ibn Turk démontre qu’une équation du second degré de discriminant négatif n’admet pas de solution. Certains (comme Roshdi Rashed) interprètent ce fait comme étant un indice de la primeur d’Al-Khwarizmi, d’autres (dont Jens Høyrup) comme celle d’Ibn Turk. Le doute persiste, d’autant que des considérations non scientifiques (nationalisme, influences politiques) auraient pu influencer le débat et qu’Abu Kamil ne paraît pas sincère.

## Œuvres
- Somme sur le calcul
- Livre des transactions

### Sources
- Ahmed Djebbar (préf. Bernard Maitte), L'algèbre arabe, genèse d'un art, Vuibert/Adapt, 2005, 214 p. (ISBN 2711753816) — Tour d'horizon de l'algèbre arabe, des origines au XVe siècle.